# Равич (гмина)
Равич (пол. Rawicz) — гмина (волость) в Польше, входит как административная единица в Равичский повет, Великопольское воеводство. Население — 29 297 человек (на 2004 год).

## Соседние гмины
1. Гмина Бояново
2. Гмина Мейска-Гурка
3. Гмина Милич
4. Гмина Пакослав
5. Гмина Вонсош
6. Гмина Жмигруд